# Amaury Pernette
Amaury Pernette est un curleur français né le 18 mai 1986.

## Biographie
Amaury Pernette remporte la médaille de bronze au Championnat du monde double mixte de curling 2011 à Saint Paul avec Pauline Jeanneret, obtenant ainsi la première médaille française à des Mondiaux depuis 1973.